# Boghislao II di Pomerania

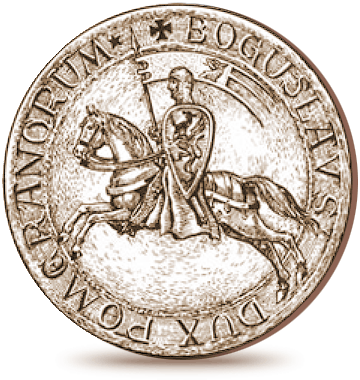
Sigillo di Boghislao II

Boghislao II di Pomerania (anche citato come Bogusław e Bogislaw) (c. 1177 – 23 gennaio 1220) fu duca di Pomerania dal 1145 fino alla morte.

## Biografia
Dal momento che il loro Boghislao morì mentre erano ancora minorenni nel 1187, Boghislao II e il fratello Casimiro II rimasero sotto la tutela della madre Anastasia e Vartislao II di Stettino, dalla linea di derivazione degli Swantiboridi, che è indicato nei documenti come governatore o vicedominus terrae.
Dopo tentativi falliti di sottrarsi alla sovranità danese, la madre duchessa e i suoi figli dovettero recarsi in Danimarca per ottenere personalmente il feudo dalle mani del re Canuto VI. L'influenza danese si affermò successivamente per il fatto che nella guerra con Jaromar von Rügen questo fu nominato tutore e amministratore al posto di Vartislao e la Pomerania perse l'area contesa di Wolgast e Loitz nella Pace di Nyborg. La guerra condotta dai duchi nel 1209 contro Jaromar e la città di Stralsund, che fiorì sotto la sua protezione, rimase altrettanto infruttuosa; infine, tuttavia, le controversie di confine tra i due paesi vicini furono risolte con una dieta in Danimarca nel 1216, e il legame feudale con questo impero fu rafforzato anche da un matrimonio tra Casimiro e la principessa danese Ingardis.
Nella battaglia che scoppiò subito dopo tra Brandeburgo e Danimarca, il margravio Ottone II sconfisse l'esercito danese di Peter von Roeskilde e occupò anche la Pomerania, ma non riuscì a mantenere quest'ultima in modo permanente: il ducato rimase sotto la sovranità danese, soprattutto perché durante la disputa del trono tra Filippo della famiglia degli Hohenstaufen e Ottone dei Welfen il re Valdemaro II di Danimarca prese possesso di tutta la Germania settentrionale e portò al massimo il potere della Danimarca, come sovrano di danesi, slavi, juti e albingi settentrionali. Questa occupazione ricevette persino il riconoscimento dell'Impero tedesco perché mentre l'imperatore welfen Ottone IV in Turingia si alleava con Alberto (Albrecht) II di Brandeburgo, il re Valdemaro si schierava con gli Hohenstaufen e ricevette l'infeudamento da Federico II a Metz (1214) con conferma papale per tutte le aree tedesche e slave sull'altro lato dell'Elba e dell'Elde, che mantenne con successo anche contro gli attacchi del Brandeburgo in alleanza con i duchi di Pomerania.
Dopo che la pace fu stabilita attraverso questa difesa e l'adeguamento del confine tra Pomerania e Rügen nel 1216, anche la Pomerania iniziò a rafforzarsi e rifiorire: non solo fu assicurato il dominio dei duchi a Gützkow e Demmin, ma anche attraverso l'immigrazione di coloni tedeschi e la fondazione del monastero di Eldena da parte di Jaromar all'inizio del XIII secolo che promosse in modo significativo la cultura del paese. La presenza del vescovo Cristiano di Oliwa, che ricondusse i rinnegati prussiani al cristianesimo, fu di grande importanza per la chiesa in Pomerania. Anche Boghislao si unì alla crociata contro i prussiani. Cristiano e i duchi ripopolarono il monastero abbandonato di Dargun. Nel 1218, il fragile vescovo di Cammin Sigwin morì e gli succedette il suo prevosto, il più vigoroso Corrado II.
Dopo che Casimiro morì recandosi pellegrino in Palestina nel 1217, Boghislao II governò pacificamente da solo per diversi anni fino alla sua morte e, secondo la tradizione, fu sepolto a Keniz, il castello che costruì sull'Oder al confine tra Pomerania e Brandeburgo.

## Matrimonio e discendenza
Boghislao II si sposò con Miroslawa, una figlia del duca Mestwin I di Pomerania. Da questo matrimonio nacquero: 
- Barnim I (n. intorno al 1210; m. 1278)
- Woislawa († 1229)
- Dobroslawa